# Liste des distinctions de Beyoncé
Ceci est la liste des récompenses et des nominations que Beyoncé a reçues durant sa carrière solo et au sein du groupe Destiny's Child. Elle est notamment la première femme la plus récompensée dans l'histoire des Grammy Awards avec un total de 35 récompenses et l'artiste la plus nommée (99 nominations). Avec toutes ses récompenses, elle devient la seconde artiste la plus récompensée, juste derrière Michael Jackson.

## Mode

### Cosmetic Norwegian Award
| Année | Travail nommé | Catégorie                            | Résultat   |
| ----- | ------------- | ------------------------------------ | ---------- |
| 2011  | Heat          | Meilleur parfum dans le style de vie | Nomination |

### Dutch Drugstore Award
| Année | Travail nommé | Catégorie       | Résultat   |
| ----- | ------------- | --------------- | ---------- |
| 2011  | Heat          | Meilleur parfum | Nomination |

## Film et télévision

### Black Reel Awards
| Année | Travail nommé                                  | Catégorie                              | Résultat   |
| ----- | ---------------------------------------------- | -------------------------------------- | ---------- |
| 2003  | Austin Powers dans Goldmember                  | Meilleure première performance         | Nomination |
| 2003  | Work It Out De: Austin Powers dans Goldmember  | Meilleure chanson originale ou adaptée | Nomination |
| 2004  | The Fighting Temptations                       | Meilleure actrice                      | Nomination |
| 2004  | He Still Loves Me De: The Fighting Temptations | Meilleure chanson originale ou adaptée | Nomination |
| 2007  | Dreamgirls                                     | Meilleure actrice                      | Nomination |
| 2007  | Listen De: Dreamgirls                          | Meilleure chanson originale ou adaptée | Nomination |
| 2008  | Cadillac Records                               | Meilleur film                          | Nomination |

### Kamuritan Film Critics Awards
| Année | Travail nommé         | Catégorie                   | Résultat   |
| ----- | --------------------- | --------------------------- | ---------- |
| 2007  | Listen De: Dreamgirls | Meilleure chanson originale | Nomination |

### Golden Globe Awards
| Année | Travail nommé                           | Catégorie                                                                  | Résultat   |
| ----- | --------------------------------------- | -------------------------------------------------------------------------- | ---------- |
| 2007  | Dreamgirls                              | Meilleure performance pour une actrice dans un film musical ou une comédie | Nomination |
| 2007  | Listen De: Dreamgirls                   | Meilleure chanson originale                                                | Nomination |
| 2009  | Once In a Lifetime De: Cadillac Records | Meilleure chanson originale                                                | Nomination |
| 2020  | Spirit De: Le Roi Lion                  | Meilleure chanson originale                                                | Nomination |

### MTV Movie Awards
| Année | Travail nommé                 | Catégorie                         | Résultat   |
| ----- | ----------------------------- | --------------------------------- | ---------- |
| 2003  | Austin Powers dans Goldmember | Première performance              | Nomination |
| 2006  | La Panthère rose              | Performance la plus sexy          | Nomination |
| 2007  | Dreamgirls                    | Meilleure Performance             | Nomination |
| 2010  | Obsessed                      | Meilleure bagarre avec Ali Larter | Lauréat    |

### NAACP Image Awards
| Année | Travail nommé            | Catégorie                                              | Résultat   |
| ----- | ------------------------ | ------------------------------------------------------ | ---------- |
| 2004  | The Fighting Temptations | Meilleure actrice dans un film                         | Nomination |
| 2007  | Dreamgirls               | Meilleure actrice dans un film                         | Nomination |
| 2009  | Cadillac Records         | Meilleure actrice dans un rôle secondaire dans un film | Nomination |
| 2011  | I Am... World Tour       | Meilleure variété                                      | Nomination |

### NRJ Ciné Awards
| Année | Travail nommé         | Catégorie             | Résultat   |
| ----- | --------------------- | --------------------- | ---------- |
| 2007  | Listen De: Dreamgirls | Meilleure zic de film | Nomination |

### Satellite Awards
| Année | Travail nommé    | Catégorie                                                                   | Résultat   |
| ----- | ---------------- | --------------------------------------------------------------------------- | ---------- |
| 2006  | Dreamgirls       | Meilleure actrice dans un film musical ou une comédie                       | Nomination |
| 2008  | Cadillac Records | Meilleure performance pour une actrice dans un rôle secondaire dans un film | Nomination |

### Screen Actors Guild
| Année | Travail nommé | Catégorie                      | Résultat   |
| ----- | ------------- | ------------------------------ | ---------- |
| 2007  | Dreamgirls    | Meilleure casting dans un film | Nomination |

### Golden Raspberry Awards
| Année | Travail nommé | Catégorie    | Résultat   |
| ----- | ------------- | ------------ | ---------- |
| 2009  | Obsessed      | Pire actrice | Nomination |

## Musique

### American Music Awards
Les American Music Awards sont décernés lors d'une cérémonie de récompenses annuelle créée par Dick Clark en 1973. Beyoncé a déjà remporté trois AMAs (American Music Award); dont celui de l'artiste internationale.
| Année | Travail nommé        | Catégorie                              | Résultat   |
| ----- | -------------------- | -------------------------------------- | ---------- |
| 2003  | Dangerously in Love  | Meilleure album de Soul/R&B            | Nomination |
| 2003  |                      | Meilleure artiste féminine de Soul/R&B | Nomination |
| 2003  |                      | Choix des fans                         | Nomination |
| 2007  |                      | Artiste internationale                 | Lauréat    |
| 2007  |                      | Meilleure artiste féminine de Pop/Rock | Nomination |
| 2007  |                      | Meilleure artiste féminine de Soul/R&B | Nomination |
| 2007  | B'Day                | Meilleure album de Soul/R&B            | Nomination |
| 2009  |                      | Meilleure artiste féminine de Pop/Rock | Nomination |
| 2009  |                      | Meilleure artiste de Soul/R&B          | Lauréat    |
| 2009  | I Am... Sasha Fierce | Meilleur album de Soul/R&B             | Nomination |

### ARIA Music Awards
Les ARIA Music Awards sont décernés lors d'une cérémonie musicale annuelle australienne. En 2010, Beyoncé est nommée pour son premier ARIA Award de l'artiste internationale la plus populaire.
| Année | Travail nommé | Catégorie                                | Résultat   |
| ----- | ------------- | ---------------------------------------- | ---------- |
| 2010  |               | Artiste internationale la plus populaire | Nomination |

### BET Awards (États-Unis)
Les BET Awards ont été établis en 2001 par la chaîne Black Entertainment Television pour célébrer les afro-américains et d'autres minorités en musique, théâtre, sports, et d'autres domaines du divertissement. Les prix sont décernés annuellement et diffusés en direct sur BET. Alicia Keys a remporté quatre prix sur quatorze nominations, dont un prix pour son travail humanitaire. Beyoncé est l'un des artistes les plus nommés avec 24 nominations dans l'histoire des BET Awards et elle est l'artiste qui a remporté le plus de récompenses aux BET Awards, avec sept prix à ce jour.
| Année                            | Travail nommé                    | Catégorie                        | Résultat   |
| -------------------------------- | -------------------------------- | -------------------------------- | ---------- |
| 2004                             | Crazy in Love                    | Choix des téléspectateurs        | Nomination |
| 2004                             |                                  | Meilleure artiste R'n'B féminine | Lauréat    |
| 2004                             | Crazy in Love                    | Meilleure Collaboration          | Lauréat    |
| 2006                             |                                  | Meilleure artiste R'n'B féminine | Nomination |
| 2006                             | Check on It                      | Meilleur Duo/Collaboration       | Nomination |
| 2006                             | Check on It                      | Vidéo de l'année                 | Nomination |
| 2007                             |                                  | Meilleure artiste R'n'B féminine | Lauréat    |
| 2007                             | Irreplaceable                    | Vidéo de l'année                 | Lauréat    |
| 2007                             | Déjà Vu                          | Meilleure Collaboration          | Nomination |
| 2007                             | Upgrade U                        | Meilleure Collaboration          | Nomination |
| 2007                             | Beautiful Liar                   | Vidéo de l'année                 | Nomination |
| 2007                             | Irreplaceable                    | Choix des téléspectateurs        | Nomination |
| 2009,                            |                                  |                                  |            |
|                                  | Meilleure artiste R'n'B féminine | Lauréat                          |            |
|                                  | Meilleure actrice                | Nomination                       |            |
| Single Ladies (Put a Ring on It) | Choix des téléspectateurs        | Nomination                       |            |
| Single Ladies (Put a Ring on It) | Vidéo de l'année                 | Lauréat                          |            |
| If I Were a Boy                  | Vidéo de l'année                 | Nomination                       |            |
| 2010,                            | Vidéo de l'année                 |                                  |            |
| Video Phone (avec Lady Gaga)     | Vidéo de l'année                 | Lauréat                          |            |
| Video Phone (avec Lady Gaga)     | Meilleure collaboration          | Nomination                       |            |
| Sweet Dreams                     | Choix des téléspectateurs        | Nomination                       |            |
| Beyoncé                          | Meilleure artiste féminine R'n'B | Nomination                       |            |
| Beyoncé                          | Meilleure artiste féminine R'n'B | 2011                             | Lauréat    |

### Billboard Music Magazine (États-Unis)
Les Billboard Music Awards sont sponsorisés par le magazine Billboard et ont lieu chaque année en décembre. Les prix sont basés sur les données de ventes par Nielsen SoundScan et les informations radio par Nielsen Broadcast Data Systems.
| Année | Travail nommé          | Catégorie                                                                          | Résultat   |
| ----- | ---------------------- | ---------------------------------------------------------------------------------- | ---------- |
| 2003  | Beyoncé                | Billboard Music Awards Nouvelle artiste féminine                                   | Lauréat    |
| 2003  | Beyoncé                | Billboard Music Awards Artiste féminine Hot 100                                    | Lauréat    |
| 2003  | Beyoncé                | Billboard Music Awards Prix du Hot 100 pour le plus de semaine à la première place | Lauréat    |
| 2003  | Beyoncé                | Billboard Music Awards Nouvelle artiste R'n'B                                      | Lauréat    |
| 2003  | Beyoncé                | Billboard Music Awards Artiste féminine de l'année R'n'B/Hip-Hop                   | Nomination |
| 2003  | Beyoncé                | Billboard Music Awards Artiste féminine de l'année                                 | Nomination |
| 2004  | Beyoncé                | Billboard AURN R&B/Hip-Hop Top artiste R'n'B/Hip-hop - Femmes                      | Lauréat    |
| 2004  | Beyoncé                | Billboard AURN R&B/Hip-Hop Top Artiste R'n'B/Hip-hop - Nouveau                     | Lauréat    |
| 2004  | Dangerously in Love    | Billboard AURN R&B/Hip-Hop Top albums R'n'B/Hip-hop                                | Nomination |
| 2004  | Beyoncé                | Billboard AURN R&B/Hip-Hop Top Artiste R'n'B/Hip-hop                               | Nomination |
| 2004  | Beyoncé                | Billboard AURN R&B/Hip-Hop Top singles artiste R'n'B/Hip-hop                       | Nomination |
| 2005  | Naughty Girl           | Billboard AURN R&B/Hip-Hop Top Singles R'n'B/Hip-hop - Ventes                      | Nomination |
| 2006  | Beyoncé                | Billboard Music Awards Artiste féminine de l'année                                 | Nomination |
| 2006  | Beyoncé                | Billboard Music Awards Artiste R'n'B/Hip-Hop féminine de l'année                   | Nomination |
| 2009  | Beyoncé                | Billboard Music Awards Femme de l'année                                            | Lauréat    |
| 2009  | Beyoncé                | Classement Billboard de fin de décennie Artiste féminine de la décennie            | Lauréat    |
| 2009  | Beyoncé                | Classement Billboard de fin de décennie Artiste radio de la décennie               | Lauréat    |
| 2011  | Billboard Music Awards | Millennium Award                                                                   | Lauréat    |

### BRAVO Supershow (Allemagne)
| Année | Travail nommé | Catégorie                                  | Résultat   |
| ----- | ------------- | ------------------------------------------ | ---------- |
| 2007  |               | Golden Otto - Media Prize (Prix honoraire) | Nomination |

### BRIT Awards (Royaume-Uni)
Les BRIT Awards sont les prix annuels de la pop de la British Phonographic Industry.
| Année | Travail nommé                      | Catégorie                                      | Résultat   |
| ----- | ---------------------------------- | ---------------------------------------------- | ---------- |
| 2004  | Représentant: Dangerously in Love  | Meilleure artiste solo féminine internationale | Lauréat    |
| 2004  | Dangerously in Love                | Meilleure artiste International                | Nomination |
| 2007  | Représentant: B'Day                | Meilleure artiste solo féminine internationale | Nomination |
| 2009  | Représentant: I Am... Sasha Fierce | Meilleure artiste solo féminine internationale | Nomination |

### Capital FM Awards (Royaume-Uni)
| Année | Travail nommé | Catégorie                           | Résultat |
| ----- | ------------- | ----------------------------------- | -------- |
| 2004  |               | Meilleur artiste solo international | Lauréat  |

### Craig Awards
| Année | Travail nommé              | Catégorie         | Résultat   |
| ----- | -------------------------- | ----------------- | ---------- |
| 2010  | I Am... Tour               | Meilleure tournée | Nomination |
| 2010  | Telephone (avec Lady GaGa) | Meilleure vidéo   | Nomination |

### Demand International Entertainer of The Year
Beyoncé est la première personne à avoir obtenu le prix Demand International Entertainer of The Year.
| Année | Travail nommé | Catégorie          | Résultat |
| ----- | ------------- | ------------------ | -------- |
| 2008  |               | Artiste de l'année | Lauréat  |

### FzZzC Awards
Beyoncé a obtenu treize FzZzC Awards et c'est la deuxième artiste qui obtient le plus de FzZzC Awards, juste après Christina Aguilera qui a obtenu quatorze FzZzC Awards. Beyoncé détient le record pour le plus grand nombre de FzZzC Awards remportés par une artiste féminine en une seule nuit en 2010. Le record a été battu par Justin Timberlake qui a remporté cinq FzZzC Awards en 2004 et Usher détient le record avec également cinq FzZzC Awards pour le plus grand nombre de FzZzC Awards remportés en une seule nuit en 2005.
| Année | Travail nommé                    | Catégorie                            | Résultat |
| ----- | -------------------------------- | ------------------------------------ | -------- |
| 2004  | Crazy in Love (featuring Jay-Z)  | Meilleure chanson R'n'B              | Lauréat  |
| 2004  | Crazy in Love (featuring Jay-Z)  | Meilleure vidéo de l'année           | Lauréat  |
| 2004  |                                  | Meilleure star R'n'B                 | Lauréat  |
| 2004  | Dangerously in Love              | Meilleure album R'n'B                | Lauréat  |
| 2005  | Naughty Girl                     | Meilleure performance R'n'B          | Lauréat  |
| 2007  | B'Day                            | Meilleur album R'n'B                 | Lauréat  |
| 2007  | Déjà Vu (featuring Jay-Z)        | Meilleure performance R'n'B féminine | Lauréat  |
| 2008  | Beautiful Liar (avec Shakira)    | Meilleure collaboration de l'année   | Lauréat  |
| 2010  | I Am... Sasha Fierce             | Meilleur album R'n'B                 | Lauréat  |
| 2010  | Halo"                            | Meilleure performance R'n'B féminine | Lauréat  |
| 2010  | Single Ladies (Put a Ring on It) | Meilleure chorégraphie               | Lauréat  |
| 2010  | Single Ladies (Put a Ring on It) | Meilleure vidéo Dance                | Lauréat  |
| 2010  |                                  | Meilleure Star R'n'B                 | Lauréat  |

### Glamour Magazine Woman of the Year (Royaume-Uni)
| Année | Travail nommé | Catégorie                              | Résultat   |
| ----- | ------------- | -------------------------------------- | ---------- |
| 2007  |               | Artiste solo internationale de l'année | Lauréat    |
| 2009  |               | Artiste solo internationale de l'année | Nomination |

### Grammy Awards (États-Unis)
Les Grammy Awards sont décernés chaque année par le National Academy of Recording Arts and Sciences. Destiny's Child a remporté deux prix sur neuf nominations. Au cours de sa carrière solo, Beyoncé a remporté trente-deux prix sur quatre-vingt huit nominations.
En 2004, Beyoncé a été l'une des six artistes, avec Lauryn Hill, Alicia Keys, Norah Jones, Amy Winehouse et Alison Krauss, à détenir le record du plus grand nombre de Grammy remportés par une artiste féminine en une seule soirée ; le record était de cinq récompenses. Toutefois, en 2010, Beyoncé a battu ce record en remportant six récompenses sur un total de dix nominations.
Aujourd'hui, Beyoncé est tout simplement l'artiste la plus récompensée de l'histoire des Grammy.
| Année | Travail nommé                                                    | Catégorie                                                                                    | Résultat   |
| ----- | ---------------------------------------------------------------- | -------------------------------------------------------------------------------------------- | ---------- |
| 2000  | Bills, Bills, Bills                                              | Meilleure performance R'n'B par un duo ou un groupe avec chant                               | Nomination |
| 2001  | Independent Women                                                | Meilleure chanson écrite pour un film, la télévision ou un autre média visuel                | Nomination |
| 2001  | Say My Name                                                      | Enregistrement de l'année                                                                    | Nomination |
| 2001  | Say My Name                                                      | Chanson de l'année                                                                           | Nomination |
| 2001  | Say My Name                                                      | Meilleure performance R'n'B par un duo ou un groupe avec chant                               | Lauréat    |
| 2001  | Say My Name                                                      | Meilleure chanson R'n'B                                                                      | Lauréat    |
| 2002  | Survivor                                                         | Meilleure performance R'n'B par un duo ou un groupe avec chant                               | Lauréat    |
| 2002  | Survivor                                                         | Meilleur album R&B                                                                           | Nomination |
| 2004, | Crazy in Love (featuring Jay-Z)                                  | Enregistrement de l'année                                                                    | Nomination |
| 2004, | Crazy in Love (featuring Jay-Z)                                  | Meilleure chanson R'n'B                                                                      | Lauréat    |
| 2004, | Crazy in Love (featuring Jay-Z)                                  | Meilleure collaboration rap/chant                                                            | Lauréat    |
| 2004, | The Closer I Get to You (avec Luther Vandross)                   | Meilleure performance R&B par un duo ou un groupe avec chant                                 | Lauréat    |
| 2004, | Dangerously in Love 2                                            | Meilleure Performance Vocale R&B Féminine                                                    | Lauréat    |
| 2004, | Dangerously in Love                                              | Meilleur album R&B contemporain                                                              | Lauréat    |
| 2005  | Lose My Breath                                                   | Meilleure performance R&B par un duo ou un groupe avec chant                                 | Nomination |
| 2006  | Cater 2 U                                                        | Meilleure performance R&B par un duo ou un groupe avec chant                                 | Nomination |
| 2006  | Cater 2 U                                                        | Meilleure chanson R&B                                                                        | Nomination |
| 2006  | Destiny Fulfilled                                                | Meilleur album R&B contemporain                                                              | Nomination |
| 2006  | So Amazing (avec Stevie Wonder)                                  | Meilleure performance R&B par un duo ou un groupe avec chant                                 | Lauréat    |
| 2006  | Soldier (featuring T.I. et Lil Wayne)                            | Meilleure collaboration Rap/Chant                                                            | Nomination |
| 2006  | Wishing on a Star                                                | Meilleure Performance Vocale R&B Féminine                                                    | Nomination |
| 2007  | B'Day                                                            | Meilleur album R&B contemporain                                                              | Lauréat    |
| 2007  | Déjà Vu (featuring Jay-Z)                                        | Meilleure chanson R&B                                                                        | Nomination |
| 2007  | Déjà Vu (featuring Jay-Z)                                        | Meilleure collaboration Rap/Chant                                                            | Nomination |
| 2007  | Ring the Alarm                                                   | Meilleure performance R'n'B féminine chantée                                                 | Nomination |
| 2008  | Beautiful Liar (avec Shakira)                                    | Meilleure collaboration pop avec chant                                                       | Nomination |
| 2008  | Dreamgirls: Music from the Motion Picture                        | Meilleure compilation de bade originale pour un film, la télévision ou un autre média visuel | Nomination |
| 2008  | Irreplaceable                                                    | Enregistrement de l'année                                                                    | Nomination |
| 2009  | Me, Myself and I (Live)                                          | Meilleure performance R&B féminine chantée                                                   | Nomination |
| 2010  | At Last                                                          | Meilleure performance vocale R&B traditionnel                                                | Lauréat    |
| 2010  | Ego (featuring Kanye West)                                       | Meilleure collaboration Rap/Chant                                                            | Nomination |
| 2010  | Halo                                                             | Enregistrement de l'année                                                                    | Nomination |
| 2010  | Halo                                                             | Meilleure performance pop féminine chantée                                                   | Lauréat    |
| 2010  | I Am... Sasha Fierce                                             | Album de l'année                                                                             | Nomination |
| 2010  | I Am... Sasha Fierce                                             | Meilleur album de R&B contemporain                                                           | Lauréat    |
| 2010  | Once in a Lifetime                                               | Meilleure chanson écrite pour un film, la télévision ou un autre média visuel                | Nomination |
| 2010  | Single Ladies (Put a Ring on It)                                 | Chanson de l'année                                                                           | Lauréat    |
| 2010  | Single Ladies (Put a Ring on It)                                 | Meilleure performance féminine R'n'B chantée                                                 | Lauréat    |
| 2010  | Single Ladies (Put a Ring on It)                                 | Meilleure chanson R'n'B                                                                      | Lauréat    |
| 2011  | Halo (live I Am...Yours)                                         | Meilleure performance pop féminine chantée                                                   | Nomination |
| 2011  | Telephone featuring Lady Gaga                                    | Meilleure collaboration pop avec chant                                                       | Nomination |
| 2012  | Party (featuring André 3000)                                     | Meilleure collaboration rap/chant                                                            | Nomination |
| 2012  | I Am... World Tour                                               | Meilleure vidéo au format long                                                               | Nomination |
| 2013  | Love on Top                                                      | Meilleure prestation vocale R&B traditionnel                                                 | Lauréat    |
| 2014  | Part II (On the Run) (featuring Jay-Z)                           | Meilleure collaboration rap/chant                                                            | Nomination |
| 2015  | Beyoncé                                                          | Album de l'année                                                                             | Nomination |
| 2015  | Beyoncé                                                          | Meilleur album audio immersif                                                                | Lauréat    |
| 2015  | Beyoncé                                                          | Meilleur album de R&B progressif                                                             | Nomination |
| 2015  | On the Run Tour: Beyoncé and Jay-Z (TV program)                  | Meilleure musique de film                                                                    | Nomination |
| 2015  | Drunk in Love (featuring Jay-Z)                                  | Meilleure prestation R&B                                                                     | Lauréat    |
| 2015  | Drunk in Love (featuring Jay-Z)                                  | Meilleure chanson R&B                                                                        | Lauréat    |
| 2017  | Lemonade                                                         | Album de l'année                                                                             | Nomination |
| 2017  | Lemonade                                                         | Meilleur album de R&B progressif                                                             | Lauréat    |
| 2017  | Lemonade                                                         | Meilleure musique de film                                                                    | Nomination |
| 2017  | Formation                                                        | Enregistrement de l'année                                                                    | Nomination |
| 2017  | Formation                                                        | Chanson de l'année                                                                           | Nomination |
| 2017  | Formation                                                        | Meilleur clip                                                                                | Lauréat    |
| 2017  | Don't Hurt Yourself (featuring Jack White)                       | Meilleure prestation rock                                                                    | Nomination |
| 2017  | Hold Up                                                          | Meilleure prestation pop solo                                                                | Nomination |
| 2017  | Freedom (featuring Kendrick Lamar)                               | Meilleure collaboration rap/chant                                                            | Nomination |
| 2018  | Family Feud (featuring Jay-Z)                                    | Meilleure collaboration rap/chant                                                            | Nomination |
| 2019  | Apeshit (featuring Jay-Z)                                        | Meilleur clip                                                                                | Nomination |
| 2019  | Summer                                                           | Meilleure prestation R&B                                                                     | Nomination |
| 2019  | Everything Is Love                                               | Meilleur album de R&B progressif                                                             | Lauréat    |
| 2020  | The Lion King: The Gift                                          | Meilleur album vocal pop                                                                     | Nomination |
| 2020  | Spirit                                                           | Meilleure prestation pop solo                                                                | Nomination |
| 2020  | Spirit                                                           | Meilleure chanson écrite pour les médias visuels                                             | Nomination |
| 2020  | Homecoming                                                       | Meilleur musique de film                                                                     | Lauréat    |
| 2021  | Savage Remix (featuring Megan Thee Stallion)                     | Enregistrement de l'année                                                                    | Nomination |
| 2021  | Black Parade                                                     | Enregistrement de l'année                                                                    | Nomination |
| 2021  | Black Parade                                                     | Chanson de l'année                                                                           | Nomination |
| 2021  | Black Parade                                                     | Meilleure prestation R&B                                                                     | Lauréat    |
| 2021  | Black Parade                                                     | Meilleure chanson R&B                                                                        | Nomination |
| 2021  | Savage Remix (featuring Megan Thee Stallion)                     | Meilleure performance de rap                                                                 | Lauréat    |
| 2021  | Savage Remix (featuring Megan Thee Stallion)                     | Meilleure chanson de rap                                                                     | Lauréat    |
| 2021  | Brown Skin Girl (featuring Saint Jhn, Wizkid et Blue Ivy Carter) | Meilleur clip                                                                                | Lauréat    |
| 2021  | Black Is King                                                    | Meilleure musique de film                                                                    | Nomination |
| 2023  | Renaissance                                                      | Album de l'année                                                                             | Nomination |
| 2023  | Renaissance                                                      | Meilleur album de danse / électronique                                                       | Lauréat    |
| 2023  | Break My Soul                                                    | Enregistrement de l'année                                                                    | Nomination |
| 2023  | Break My Soul                                                    | Chanson de l'année                                                                           | Nomination |
| 2023  | Break My Soul                                                    | Meilleur enregistrement dance                                                                | Lauréat    |
| 2023  | Virgo's Groove                                                   | Meilleure prestation R&B                                                                     | Nomination |
| 2023  | Plastic Off the Sofa                                             | Meilleure prestation vocale R&B traditionnel                                                 | Lauréat    |
| 2023  | Cuff It                                                          | Meilleure chanson R&B                                                                        | Lauréat    |
| 2023  | Be Alive                                                         | Meilleure chanson écrite pour les médias visuels                                             | Nomination |
| 2025  | Cowboy Carter                                                    | Album de l'année                                                                             | Lauréat    |
| 2025  | Cowboy Carter                                                    | Meilleur album country                                                                       | Lauréat    |
| 2025  | Texas Hold 'Em                                                   | Enregistrement de l'année                                                                    | Nomination |
| 2025  | Texas Hold 'Em                                                   | Chanson de l'année                                                                           | Nomination |
| 2025  | Texas Hold 'Em                                                   | Meilleure chanson country                                                                    | Nomination |
| 2025  | Bodyguard                                                        | Meilleure prestation pop solo                                                                | Nomination |
| 2025  | Levii's Jeans                                                    | Meilleure prestation pop en duo/groupe                                                       | Nomination |
| 2025  | Spaghettii                                                       | Meilleure prestation rap mélodique                                                           | Nomination |
| 2025  | 16 Carriages                                                     | Meilleure prestation country solo                                                            | Nomination |
| 2025  | II Most Wanted (featuring Miley Cyrus)                           | Meilleure prestation country en duo/groupe                                                   | Lauréat    |
| 2025  | Ya Ya                                                            | Meilleure performance Americana                                                              | Nomination |

### International Dance Music Awards (Monde)
| Année | Travail nommé                       | Catégorie                             | Résultat   |
| ----- | ----------------------------------- | ------------------------------------- | ---------- |
| 2003  | Crazy in Love Partagé avec: Jay-Z   | Meilleur R'n'B/Urbain                 | Lauréat    |
| 2007  | Déjà Vu Partagé avec: Jay-Z         | Meilleur R&B/Urbain                   | Nomination |
| 2007  | Déjà Vu Partagé avec: Jay-Z         | Meilleure danse Rap/Hip Hop           | Nomination |
| 2007  | Check on It Partagé avec: Slim Thug | Meilleur danse Pop                    | Nomination |
| 2009  | Single Ladies                       | Meilleure piste de danse R'n'B/Urban  | Nomination |
| 2010  | Sweet Dreams                        | Meilleure piste de danse R'n'B/Urbain | Nomination |
| 2010  |                                     | Meilleur Artiste (Solo)               | Nomination |

### Ivor Novello Awards
| Année | Travail nommé  | Catégorie                            | Résultat |
| ----- | -------------- | ------------------------------------ | -------- |
| 2008  | Beautiful Liar | Meilleur single vendu au Royaume-Uni | Lauréat  |

### Latin Grammy Awards
| Année | Travail nommé   | Catégorie                 | Résultat   |
| ----- | --------------- | ------------------------- | ---------- |
| 2007  | Bello Embustero | Enregistrement de l'année | Nomination |

### Meteor Music Awards (Irlande)
| Année | Travail nommé | Catégorie                                                   | Résultat   |
| ----- | ------------- | ----------------------------------------------------------- | ---------- |
| 2004  |               | Meilleure chanteuse féminine/Meilleure femme internationale | Lauréat    |
| 2007  |               | Meilleure femme internationale                              | Nomination |
| 2009  |               | Meilleure femme internationale                              | Nomination |

### Music of Black Origin Awards (MOBO) (Royaume-Uni)
Les MOBO Awards (un acronyme pour Music of Black Origin) ont été établis en 1996 par Kanya King. Ils ont lieu chaque année au Royaume-Uni pour reconnaître les artistes de toutes race ou nationalité de la scène musicale d'origine noire.
| Année | Travail nommé                    | Catégorie                                 | Résultat   |
| ----- | -------------------------------- | ----------------------------------------- | ---------- |
| 2006  |                                  | Meilleure artiste féminine internationale | Nomination |
| 2006  | Déjà Vu                          | Meilleure chanson Partagé avec: Jay-Z     | Nomination |
| 2006  | Déjà Vu                          | Meilleur vidéo Partagé avec: Jay-Z        | Nomination |
| 2006  |                                  | Meilleur acte R'n'B                       | Nomination |
| 2009  |                                  | Meilleure acte internationale             | Nomination |
| 2009  | Single Ladies (Put a Ring on It) | Meilleur vidéo                            | Lauréat    |
| 2009  | I Am... Sasha Fierce             | Meilleur Album                            | Nomination |
| 2010  |                                  | Meilleure acte international              | Nomination |

### Music Television, World (MTV)
Les MTV Video Music Awards ont été établis en 1984 par MTV pour célébrer les meilleurs clips de l'année.
Les MTV Europe Music Awards ont été établis en 1994 par MTV Europe pour célébrer les clips les plus populaires en Europe.
| Année | Travail nommé | Catégorie                                                       | Résultat   |
| ----- | --- | --------------------------------------------------------------- | ---------- |
| 2003  | Crazy in Love | Video Music Awards Meilleure vidéo féminine                     | Lauréat    |
| 2003  | Crazy in Love | Video Music Awards Meilleure vidéo R'n'B                        | Lauréat    |
| 2003  | Crazy in Love | Video Music Awards Meilleure chorégraphie                       | Lauréat    |
| 2003  | Crazy in Love | Video Music Awards Choix des téléspectateurs                    | Nomination |
| 2003  | | Europe Music Awards Meilleure chanson R'n'B                     | Lauréat    |
| 2003  | Crazy in Love | Europe Music Awards Meilleure chanson de l'année                | Lauréat    |
| 2003  | | Europe Music Awards Meilleure femme                             | Nomination |
| 2004  | Naughty Girl | Video Music Awards Meilleure vidéo féminine                     | Lauréat    |
| 2004  | Me, Myself and I | Video Music Awards Meilleure vidéo R'n'B                        | Nomination |
| 2004  | Naughty Girl | Video Music Awards Meilleure chorégraphie                       | Nomination |
| 2004  | Naughty Girl | Video Music Awards Meilleure vidéo dance                        | Nomination |
| 2004  | Naughty Girl | Video Music Awards Meilleure photographie                       | Nomination |
| 2004  | | Europe Music Awards Meilleure femme                             | Nomination |
| 2004  | | Europe Music Awards Meilleure R'n'B                             | Nomination |
| 2004  | Dangerously in Love | Europe Music Awards Meilleure album                             | Nomination |
| 2004  | Crazy in Love Partagé avec: Jay-Z                                                                                                  | Video Music Awards Japan Meilleure Collaboration                | Lauréat    |
| 2004  | | TRL Awards Prix de la première dame de TRL                      | Lauréat    |
| 2006  | Check on It Partagé avec : Slim Thug                                                                                               | Video Music Awards Meilleure vidéo R'n'B                        | Lauréat    |
| 2006  | | Europe Music Awards Meilleure prix R'n'B                        | Nomination |
| 2006  | | Europe Music Awards Meilleur perdante féminine                  | Nomination |
| 2007  | Beautiful Liar Partagé avec : Shakira                                                                                              | Video Music Awards Meilleur collaboration performante           | Lauréat    |
| 2007  | | Video Music Awards Artiste féminine de l'année                  | Nomination |
| 2007  | Irreplaceable | Video Music Awards Vidéo de l'année                             | Nomination |
| 2007  | | Video Music Awards Quadruple menace de l'année                  | Nomination |
| 2007  | Beautiful Liar Réalisateur : Jake Nava                                                                                             | Video Music Awards Meilleure direction                          | Nomination |
| 2007  | Beautiful Liar Éditeur : Jarett Figl                                                                                               | Video Music Awards Meilleur édition                             | Nomination |
| 2007  | Beautiful Liar Chorégraphie : Frank Gatson                                                                                         | Video Music Awards Meilleure Chorégraphie                       | Nomination |
| 2007  | Beautiful Liar | Europe Music Awards Meilleur piste addictif                     | Nomination |
| 2007  | | Europe Music Awards Urbain Ultime                               | Nomination |
| 2007  | | Europe Music Awards Tête d'affiche de l'année                   | Nomination |
| 2008  | | Europe Music Awards Urban ultime                                | Nomination |
| 2009  | Single Ladies (Put a Ring on It) Directeur artistique: Niamh Byrne Éditeur: Jarrett Fijal Directeur de la photographie : Jim Fealy | Video Music Awards Vidéo de l'année                             | Lauréat    |
| 2009  | Single Ladies (Put a Ring on It) Directeur artistique: Niamh Byrne Éditeur: Jarrett Fijal Directeur de la photographie : Jim Fealy | Video Music Awards Meilleure vidéo féminine                     | Nomination |
| 2009  | Single Ladies (Put a Ring on It) Directeur artistique: Niamh Byrne Éditeur: Jarrett Fijal Directeur de la photographie : Jim Fealy | Video Music Awards Meilleure vidéo pop                          | Nomination |
| 2009  | Single Ladies (Put a Ring on It) Directeur artistique: Niamh Byrne Éditeur: Jarrett Fijal Directeur de la photographie : Jim Fealy | Video Music Awards Meilleure réalisation dans une vidéo         | Nomination |
| 2009  | Single Ladies (Put a Ring on It) Directeur artistique: Niamh Byrne Éditeur: Jarrett Fijal Directeur de la photographie : Jim Fealy | Video Music Awards Meilleure chorégraphie dans une vidéo        | Lauréat    |
| 2009  | Single Ladies (Put a Ring on It) Directeur artistique: Niamh Byrne Éditeur: Jarrett Fijal Directeur de la photographie : Jim Fealy | Video Music Awards Meilleurs effets spéciaux dans une vidéo     | Nomination |
| 2009  | Single Ladies (Put a Ring on It) Directeur artistique: Niamh Byrne Éditeur: Jarrett Fijal Directeur de la photographie : Jim Fealy | Video Music Awards Meilleur direction artistique dans une vidéo | Nomination |
| 2009  | Single Ladies (Put a Ring on It) Directeur artistique: Niamh Byrne Éditeur: Jarrett Fijal Directeur de la photographie : Jim Fealy | Video Music Awards Meilleur édition dans un film                | Lauréat    |
| 2009  | Single Ladies (Put a Ring on It) Directeur artistique: Niamh Byrne Éditeur: Jarrett Fijal Directeur de la photographie : Jim Fealy | Video Music Awards Meilleure photographie dans un vidéo         | Nomination |
| 2009  | Halo | Europe Music Awards Meilleure chanson                           | Lauréat    |
| 2009  | | Europe Music Awards Meilleure performance live                  | Nomination |
| 2009  | | Europe Music Awards Meilleure femme                             | Lauréat    |
| 2009  | Single Ladies (Put a Ring on It)                                                                                                   | Europe Music Awards Meilleure vidéo                             | Lauréat    |
| 2010  | Telephone (avec Lady Gaga) | Video Music Awards Vidéo de l'année                             | Nomination |
| 2010  | Telephone (avec Lady Gaga) | Video Music Awards Meilleure collaboration                      | Lauréat    |
| 2010  | Telephone (avec Lady Gaga) | Video Music Awards Meilleure chorégraphie                       | Nomination |
| 2010  | Video Phone (avec Lady Gaga) | Video Music Awards Meilleure collaboration                      | Nomination |
| 2010  | Video Phone (avec Lady Gaga) | Video Music Awards Meilleure collaboration                      | Nomination |
| 2010  | Video Phone (avec Lady Gaga) | Video Music Awards Meilleure vidéo pop                          | Nomination |
| 2010  | Video Phone (avec Lady Gaga) | Video Music Awards Meilleure vidéo féminine                     | Nomination |
| 2010  | Video Phone (avec Lady Gaga) | Video Music Awards Meilleure direction artistique               | Nomination |
| 2011  | Run the World (Girls) | Video Music Awards Meilleure vidéo féminine                     | Nomination |
| 2011  | Run the World (Girls) | Video Music Awards Meilleure chorégraphie                       | Lauréat    |
| 2011  | Run the World (Girls) | Video Music Awards Meilleure photographie                       | Nomination |
| 2013  | | Europe Music Awards Meilleure concert                           | Lauréat    |

### MTV Africa Music Awards
Les MTV Africa Music Awards, établis en 2008, sont une cérémonie annuelle de remise de prix qui célèbre la musique la plus populaire en Afrique.
| Année | Travail nommé | Catégorie      | Résultat   |
| ----- | ------------- | -------------- | ---------- |
| 2008  | Beyoncé       | Meilleur R'n'B | Nomination |

### MTV Europe Music Awards
| Année | Travail nommé | Catégorie        | Résultat |
| ----- | ------------- | ---------------- | -------- |
| 2013  | Beyoncé       | Meilleur concert | Lauréat  |

### MTV Video Music Awards Japan
| Année | Travail nommé                      | Catégorie                 | Résultat   |
| ----- | ---------------------------------- | ------------------------- | ---------- |
| 2003  | Work It Out                        | Meilleur vidéo d'un film  | Nomination |
| 2004  | Crazy in Love (avec Jay-Z)         | Meilleure vidéo féminine  | Nomination |
| 2004  | Crazy in Love (avec Jay-Z)         | Meilleure Collaboration   | Lauréat    |
| 2006  | Herself (avec les Destiny's Child) | Prix de l'inspiration     | Lauréat    |
| 2007  | Listen (de Dreamgirls)             | Meilleure vidéo d'un film | Nomination |
| 2008  | Beautiful Liar (avec Shakira)      | Meilleure Collaboration   | Nomination |
| 2009  | If I Were a Boy                    | Meilleure vidéo féminine  | Nomination |
| 2010  | Video Phone (avec Lady GaGa)       | Meilleure Collaboration   | Nomination |

### Music Choice Video Awards
Les MuchMusic Video Awards sont une cérémonie annuelle présentée par la chaîne de clip vidéos canadienne MuchMusic.
| Année | Travail nommé                    | Catégorie                       | Résultat   |
| ----- | -------------------------------- | ------------------------------- | ---------- |
| 2004  | Crazy in Love (avec Jay-Z)       | Meilleure vidéo internationale  | Lauréat    |
| 2009  | Single Ladies (Put a Ring on It) | Vidéo internationale de l'année | Nomination |

### NAACP Image Awards
Les NAACP Image Awards sont des prix décernés chaque année par le National Association for the Advancement of Colored People américain pour honorer les meilleures personnes de couleur au cinéma, à la télévision, en musique et en littérature.
| Année | Travail nommé                    | Catégorie                  | Résultat   |
| ----- | -------------------------------- | -------------------------- | ---------- |
| 2004  |                                  | Artiste de l'année         | Lauréat    |
| 2004  |                                  | Meilleure artiste féminine | Nomination |
| 2004  |                                  | Meilleure nouveau artiste  | Nomination |
| 2004  | Crazy in Love                    | Meilleure chanson          | Nomination |
| 2004  | Crazy in Love                    | Meilleure clip vidéo       | Nomination |
| 2007  |                                  | Meilleure artiste féminine | Nomination |
| 2007  | B'Day                            | Meilleure album            | Nomination |
| 2007  | Irreplaceable                    | Meilleure clip vidéo       | Nomination |
| 2007  | Irreplaceable                    | Meilleure chanson          | Nomination |
| 2008  |                                  | Meilleure artiste féminine | Nomination |
| 2008  | Beautiful Liar                   | Meilleur clip vidéo        | Nomination |
| 2009  |                                  | Meilleure artiste féminine | Lauréat    |
| 2009  | I Am... Sasha Fierce             | Meilleur Album             | Nomination |
| 2009  | If I Were a Boy                  | Meilleur clip vidéo        | Nomination |
| 2009  | Single Ladies (Put a Ring on It) | Meilleur clip vidéo        | Nomination |
| 2009  | Single Ladies (Put a Ring on It) | Meilleure chanson          | Nomination |
| 2011  | Why Don't You Love Me            | Meilleur clip vidéo        | Nomination |

### New Musical Express (NME) (Royaume-Uni)
| Année | Travail nommé | Catégorie                                                                        | Résultat |
| ----- | ------------- | -------------------------------------------------------------------------------- | -------- |
| 2003  | Crazy in Love | Liste rock NME (Revue de fin de l'année) Enregistrement de l'année NME (Singles) | Lauréat  |

### Nickelodeon Kids' Choice Awards
Les Nickelodeon Kids' Choice Awards ont été établis en 1988 et font l'objet d'une cérémonie de prix annuels qui honore les plus grands de l'année en télévision, au cinéma et dans la musique, votés par les gens qui regardent la chaîne câblée Nickelodeon.
| Année | Travail nommé                    | Catégorie                   | Résultat   |
| ----- | -------------------------------- | --------------------------- | ---------- |
| 2004  |                                  | Chanteuse féminine préférée | Nomination |
| 2004  | Crazy in Love                    | Chanson préférée            | Nomination |
| 2005  |                                  | Chanteuse féminine préférée | Nomination |
| 2007  | Irreplaceable                    | Chanson préférée            | Lauréat    |
| 2007  |                                  | Chanteuse féminine préférée | Lauréat    |
| 2008  |                                  | Chanteuse féminine préférée | Nomination |
| 2009  |                                  | Chanteuse féminine préférée | Nomination |
| 2009  | Single Ladies (Put a Ring on It) | Chanson préférée            | Lauréat    |
| 2010  |                                  | Chanteuse féminine préférée | Nomination |

### NME Awards
| Année | Travail nommé | Catégorie        | Résultat   |
| ----- | ------------- | ---------------- | ---------- |
| 2010  |               | Héros de l'année | Nomination |

### NRJ Music Awards (France)
Une cérémonie de prix majeure qui a lieu à Cannes en France,.
| Année | Travail nommé                     | Catégorie                                  | Résultat   |
| ----- | --------------------------------- | ------------------------------------------ | ---------- |
| 2004  |                                   | Révélation International                   | Nomination |
| 2004  |                                   | Site internet musical de l'année           | Nomination |
| 2005  |                                   | Artiste féminine internationale de l'année | Nomination |
| 2007  |                                   | Artiste féminine internationale de l'année | Nomination |
| 2009  |                                   | Artiste féminine internationale de l'année | Nomination |
| 2010  | I Am... Sasha Fierce              | Album international de l'année             | Nomination |
| 2010  |                                   | NRJ Music Award d'honneur                  | Lauréat    |
| 2011  | Telephone Partagé avec: Lady Gaga | Groupe/duo international de l'année        | Nomination |
| 2011  | Telephone Partagé avec: Lady Gaga | Clip de l'année                            | Lauréat    |
| 2012  |                                   | Artiste féminine internationale de l'année | Nomination |
| 2014  |                                   | Artiste féminine internationale de l'année | Nomination |
| 2016  |                                   | Artiste féminine internationale de l'année | Nomination |
| 2022  |                                   | Artiste féminine internationale de l'année | Nomination |
| 2024  |                                   | Artiste féminine internationale de l'année | Nomination |

### OVMA (Monde)
| Année | Travail nommé                    | Catégorie                                          | Résultat   |
| ----- | -------------------------------- | -------------------------------------------------- | ---------- |
| 2003  | Crazy in Love                    | Meilleur vidéo de danse                            | Lauréat    |
| 2003  | Crazy in Love                    | Meilleure vidéo féminine                           | Nomination |
| 2003  | Crazy in Love                    | Vidéo de l'année                                   | Nomination |
| 2004  | Baby Boy                         | Meilleure vidéo féminine                           | Nomination |
| 2006  | Check on It                      | Meilleure performance vocale pour une vidéo        | Nomination |
| 2006  | B'Day                            | Album de l'année                                   | Nomination |
| 2006  | Check on It                      | Meilleur vidéo féminine                            | Nomination |
| 2006  |                                  | Meilleure artiste R'n'B                            | Lauréat    |
| 2007  |                                  | Artiste féminine de l'année                        | Nomination |
| 2007  | Beautiful Liar feat. Shakira     | Meilleure chorégraphie dans une vidéo              | Lauréat    |
| 2007  | Listen                           | Meilleure performance vocale pour une vidéo        | Nomination |
| 2007  | Beautiful Liar feat. Shakira     | Meilleure collaboration avec chant pour une vidéo  | Nomination |
| 2007  | Irreplaceable                    | Meilleur costume dans une vidéo (Femmes)           | Nomination |
| 2007  | Beautiful Liar                   | Chanson de l'année                                 | Nomination |
| 2007  | Beautiful Liar                   | Meilleure vidéo féminine                           | Nomination |
| 2007  | Beautiful Liar feat. Shakira     | Vidéo de l'année                                   | Nomination |
| 2007  |                                  | Meilleure artiste R'n'B                            | Lauréat    |
| 2008  | Upgrade U feat. Jay-Z            | Meilleure collaboration avec chants pour une vidéo | Nomination |
| 2009  |                                  | Meilleure chanteuse féminine                       | Lauréat    |
| 2009  | Single Ladies (Put a Ring on It) | Meilleure vidéo de danse                           | Nomination |
| 2009  | Single Ladies (Put a Ring on It) | Meilleure chorégraphie dans une vidéo              | Lauréat    |
| 2009  | If I Were a Boy                  | Meilleure performance vocale pour une vidéo        | Nomination |
| 2009  | If I Were a Boy                  | Meilleur édition                                   | Nomination |
| 2009  | Sweet Dreams                     | Meilleure costume dans une vidéo (Femmes)          | Lauréat    |
| 2009  | Single Ladies (Put a Ring on It) | Meilleure vidéo pop                                | Lauréat    |
| 2009  | I Am... Sasha Fierce             | Album de l'année                                   | Nomination |
| 2009  | Single Ladies (Put a Ring on It) | Chanson de l'année                                 | Nomination |
| 2009  | Single Ladies (Put a Ring on It) | Meilleur vidéo féminine                            | Lauréat    |
| 2009  | Single Ladies (Put a Ring on It) | Vidéo de l'année                                   | Nomination |
| 2009  |                                  | Artiste de l'année                                 | Lauréat    |
| 2009  |                                  | Meilleur artiste R'n'B                             | Lauréat    |

### People Choice Awards (États-Unis)
Les People's Choice Awards est un prix annuel qui montre la reconnaissance des gens pour le travail de culture populaire.
| Année | Travail nommé                        | Catégorie                 | Résultat   |
| ----- | ------------------------------------ | ------------------------- | ---------- |
| 2004  | Beyoncé                              | Artiste féminine préférée | Lauréat    |
| 2008  | Beyoncé                              | Artiste féminine préférée | Lauréat    |
| 2008  | Irreplaceable                        | Chanson pop préférée      | Nomination |
| 2008  | Beautiful Liar Partagé avec: Shakira | Chanson R'n'B préférée    | Nomination |
| 2009  |                                      | Artiste féminine préférée | Nomination |
| 2009  |                                      | Artiste pop préférée      | Nomination |
| 2009  |                                      | Artiste R'n'B préférée    | Nomination |
| 2009  | Ego Remix Partagé avec: Kanye West   | Collaboration préférée    | Nomination |
| 2010  |                                      | Artiste féminine préférée | Nomination |
| 2010  |                                      | Artiste R'n'B préférée    | Nomination |
| 2011  | Beyoncé                              | Artiste pop favorite      | Nomination |
| 2011  | Beyoncé                              | Artiste R'n'B favorite    | Nomination |
| 2011  | Telephone (avec Lady Gaga)           | Clip vidéo favori         | Nomination |
| 2011  | Telephone (avec Lady Gaga)           | Chanson favorite          | Nomination |
| 2012  | Beyoncé                              | Artiste favorite          | Nomination |
| 2012  | Beyoncé                              | Artiste R'n'B favorite    | Nomination |
| 2012  | Beyoncé                              | Artiste pop favorite      | Nomination |
| 2012  | Run the World (Girls)                | Vidéo clip favori         | Nomination |
| 2012  | 4                                    | Album favori de l'année   | Nomination |

### POP Music Awards
| Année | Travail nommé                  | Catégorie                     | Résultat |
| ----- | ------------------------------ | ----------------------------- | -------- |
| 2003  | 03 Bonnie & Clyde (avec Jay-Z) | Meilleure chanson interprétée | Lauréat  |
| 2003  | Crazy In Love (avec Jay-Z)     | Meilleure chanson interprétée | Lauréat  |
| 2005  | Baby Boy (avec Sean Paul)      | Meilleure chanson interprétée | Lauréat  |
| 2005  | Me, Myself and I               | Meilleure chanson interprétée | Lauréat  |
| 2005  | Naughty Girl                   | Meilleure chanson interprétée | Lauréat  |
| 2005  | Naughty Girl                   | Auteur-compositeur de l'année | Lauréat  |

### Popjustice Readers Polls
| Année | Travail nommé                    | Catégorie              | Résultat   |
| ----- | -------------------------------- | ---------------------- | ---------- |
| 2008  | Single Ladies (Put a Ring on It) | Meilleure chorégraphie | Lauréat    |
| 2008  | If I Were a Boy                  | Plus mauvaises paroles | Nomination |
| 2009  | Single Ladies (Put a Ring on It) | Meilleure vidéo        | Nomination |

### Porin (prix musical)
| Année | Travail nommé   | Catégorie                   | Résultat   |
| ----- | --------------- | --------------------------- | ---------- |
| 2009  | If I Were a Boy | Meilleure chanson étrangère | Nomination |
| 2010  | Halo            | Meilleure chanson étrangère | Lauréat    |

### Premios Fuse TV
| Année | Travail nommé   | Catégorie               | Résultat   |
| ----- | --------------- | ----------------------- | ---------- |
| 2008  | If I Were a Boy | Meilleure vidéo de 2008 | Nomination |
| 2009  | Halo            | Meilleure vidéo de 2009 | Nomination |

### Premios Lo Nuestro
| Année | Travail nommé | Catégorie                            | Résultat   |
| ----- | ------------- | ------------------------------------ | ---------- |
| 2008  |               | Artiste ou groupe évasion de l'année | Nomination |

### Premios Oye (Mexique)
| Année | Travail nommé                    | Catégorie                                 | Résultat   |
| ----- | -------------------------------- | ----------------------------------------- | ---------- |
| 2007  | B'Day                            | Album de l'année (International)          | Lauréat    |
| 2009  | I Am... Sasha Fierce             | Album de l'année (International)          | Nomination |
| 2009  | Single Ladies (Put a Ring on It) | Enregistrement de l'année (International) | Nomination |

### Radio Music Awards (États-Unis)
| Année | Travail nommé | Catégorie                         | Résultat   |
| ----- | ------------- | --------------------------------- | ---------- |
| 2003  |               | Meilleure chanson diffusée        | Nomination |
| 2004  |               | Artiste de l'année - Top 40 Radio | Lauréat    |

### Soul Train Music Awards (États-Unis)
Les Soul Train Music Awards est une cérémonie de récompenses annuelle diffusée dans la syndication national qui honore le meilleur dans la musique afro-américaine et le divertissement depuis 1987.
| Année | Travail nommé                     | Catégorie                                                   | Résultat   |
| ----- | --------------------------------- | ----------------------------------------------------------- | ---------- |
| 2004  | Dangerously in Love               | Meilleure album R'n'B/Soul - Femmes                         | Lauréat    |
| 2004  |                                   | Prix Sammy Davis Jr. pour l'interprète de l'année           | Lauréat    |
| 2005  | Naughty Girl                      | Meilleure single R'n'B/Soul - Femmes                        | Nomination |
| 2006  | Irreplaceable                     | Meilleur single R'n'B/Soul - Femmes                         | Lauréat    |
| 2006  | B'Day                             | Meilleure album R'n'B/Soul - Femmes                         | Nomination |
| 2006  | Irreplaceable                     | Prix Michael Jackson pour la meilleure vidéo R'n'B/Soul/Rap | Nomination |
| 2007  | Représentant: B'Day               | Meilleure chanteuse féminine                                | Lauréat    |
| 2007  | Déjà Vu                           | Meilleur chanson                                            | Lauréat    |
| 2009  | Single Ladies (Put a Ring on It), | Chanson de l'année                                          | Lauréat    |
| 2009  | I Am... Sasha Fierce              | Album de l'année                                            | Lauréat    |
| 2009  | Single Ladies (Put a Ring on It)  | Enregistrement de l'année                                   | Lauréat    |
| 2009  |                                   | Meilleure artiste féminine R'n'B/Soul                       | Lauréat    |

### Source Hip-Hop Music Awards (États-Unis)
| Année | Travail nommé | Catégorie                         | Résultat   |
| ----- | ------------- | --------------------------------- | ---------- |
| 2004  |               | Artiste féminine R'n'B de l'année | Nomination |

### Teen Choice Awards
Les Teen Choice Awards est une remise de prix remis chaque année par la Fox Broadcasting Company.
| Année | Travail nommé                    | Catégorie                             | Résultat   |
| ----- | -------------------------------- | ------------------------------------- | ---------- |
| 2007  |                                  | Choix Musique: Artiste R'n'B          | Nomination |
| 2008  |                                  | Choix Musique: Artiste R'n'B          | Nomination |
| 2009, |                                  | Choix Musque: Artiste R'n'B           | Lauréat    |
| 2009, | Single Ladies (Put a Ring on It) | Meilleure chanson R'n'B               | Lauréat    |
| 2009, | Halo                             | Meilleur chanson d'amour              | Nomination |
| 2009, | I Am... Sasha Fierce             | Choix album musical: Artiste féminine | Nomination |
| 2009, |                                  | Choix de la femme la plus sexy        | Nomination |
| 2009, | Obsessed                         | Meilleure actrice (Drame)             | Nomination |
| 2009, | Obsessed                         | Meilleur film (Drame)                 | Nomination |
| 2009, | Obsessed                         | Choix du film d'horreur               | Nomination |
| 2010  |                                  | Choix Musique: Artiste R'n'B          | Lauréat    |
| 2011  | Run the World (Girls)            | Choix musical : Piste R'n'B/Hip-Hop   | Lauréat    |

### The Record of the Year (ITV) (Royaume-Uni)
| Année | Travail nommé  | Catégorie                 | Résultat   |
| ----- | -------------- | ------------------------- | ---------- |
| 2003  | Crazy in Love  | Enregistrement de l'année | Nomination |
| 2007  | Beautiful Liar | Enregistrement de l'année | Nomination |

### Urban Music Awards
| Année | Travail nommé | Catégorie       | Résultat   |
| ----- | ------------- | --------------- | ---------- |
| 2009  | Halo          | Meilleur single | Nomination |

### VH1 (États-Unis)
| Année | Travail nommé | Catégorie                                | Résultat   |
| ----- | ------------- | ---------------------------------------- | ---------- |
| 2003  |               | Big in 03 Plus gros interprète           | Lauréat    |
| 2007  |               | Soul VIBE Award Artiste R'n'B de l'année | Lauréat    |
| 2007  |               | Soul VIBE Award VStyle                   | Nomination |
| 2007  | Irreplaceable | Soul VIBE Award Chanson de l'année       | Nomination |
| 2007  | Get Me Bodied | Soul VIBE Award Vidéo de l'année         | Nomination |

### Vibe Awards (États-Unis)
| Année | Travail nommé | Catégorie                                  | Résultat |
| ----- | ------------- | ------------------------------------------ | -------- |
| 2003  | Crazy in Love | Collaboration la plus cool                 | Lauréat  |
| 2003  |               | Artiste la plus élégante de tous les temps | Lauréat  |

### Whudat Music Awards (États-Unis)
| Année | Travail nommé | Catégorie                | Résultat |
| ----- | ------------- | ------------------------ | -------- |
| 2004  |               | Artiste R'n'B de l'année | Lauréat  |

### World Music Awards (Monde)
Les World Music Awards ont été créés en 1989. C'est une cérémonie de prix internationaux qui honore chaque année les musiciens à partir de leurs chiffres de ventes dans le monde entier, qui proviennent de l'International Federation of the Phonographic Industry.
| Année | Travail nommé                     | Catégorie                                               | Résultat   |
| ----- | --------------------------------- | ------------------------------------------------------- | ---------- |
| 2004  | Représentant: Dangerously in Love | Artiste féminine solo qui a le plus vendu dans le monde | Nomination |
| 2006  | Représentant: B'Day               | Artiste R'n'B qui a le plus vendu dans le monde         | Lauréat    |
| 2007  | Représentant: B'Day               | Artiste féminine pop qui a le plus vendu dans le monde  | Nomination |
| 2007  | Représentant : B'Day              | Artiste R'n'B qui a le plus vendu dans le monde         | Nomination |
| 2008  |                                   | Contribution exceptionnelle aux arts                    | Lauréat    |
| 2009  | Single Ladies                     | Meilleur single mondial                                 | Nomination |
| 2009  | I Am... Sasha Fierce              | Meilleure artiste R'n'B mondiale                        | Nomination |
| 2009  | I Am... Sasha Fierce              | Meilleure artiste pop mondiale                          | Nomination |